# Nebria brevicollis
Nebria brevicollis es una especie de escarabajo del género Nebria, familia Carabidae. Fue descrita científicamente por Fabricius en 1792.
Mide 10-14 mm. Aunque se considera ampliamente únicamente carnívora, múltiples estudios pequeños realizados por entusiastas han demostrado que recurrirán a comer varios tipos de hongos que se pueden encontrar en el suelo en el que viven o alrededor. Los estudios realizados por las mismas personas también han demostrado que es semisocial y, a menudo, trabaja en conjunto cuando se enfrente a ciertos obstáculos. Vive en una gran variedad de hábitats.
En Europa, se encuentra en todos los países e islas excepto las Azores, las Islas Canarias, las Islas del Canal, Tierra de Francisco José, Gibraltar, Madeira, Malta, Mónaco, las islas Egeas del Norte, Nueva Zembla, San Marino, las islas Salvajes, Svalbard, Jan Mayen, y Ciudad del Vaticano. Ahora se ha informado que se introdujo en el oeste de Oregón, EE. UU. en 2007, donde se ha encontrado en sitios muy perturbados, así como en rodales de bosques nativos antiguos. Ahora también se ha encontrado en el estado de Washington, el norte de California, así como en el sur de la Columbia Británica, Canadá. Esta especie es más abundante entre octubre y diciembre, luego desde enero hasta mediados de mayo.